# 古田島洋介
古田島 洋介（こたじま ようすけ、1957年8月 - ）は、日本の漢文学者、比較文学者。明星大学人文学部日本文化学科教授、元学部長。

## 人物
1981年、東京大学文学部仏文科卒業。同大学院比較文学比較文化専攻（駒場）修士課程修了。東大では小堀桂一郎に師事。台湾大学で修士（碩士）取得。1989年、東京大学大学院博士課程中退。
明星大学専任講師、明星大学助教授を経て明星大学教授。
2002年、『鷗外歴史文学集』の漢詩注釈で島田謹二学藝賞受賞。

## 著書

### 単著
- 『「縁」について 中国と日本』新典社〈叢刊・日本の文学〉、1990年
- 『大正天皇御製詩の基礎的研究』明徳出版社、2005年
- 『漢文素読のすすめ』飛鳥新社、2007年
- 『これならわかる返り点 入門から応用まで』新典社新書、2009年
- 『これならわかる漢文の送り仮名』新典社選書、2012年
- 『日本近代史を学ぶための文語文入門 漢文訓読体の地平』吉川弘文館、2013年
- 『これならわかる復文の要領 漢文学習の裏技』新典社選書、2017年

### 編著
- 『鷗外歴史文学集12・13巻　漢詩』岩波書店、2000 - 2001年（注・解説）
- 『漢文素読の勧め』編著 飛鳥新社、2007年

### 共著
- 『漢文訓読入門』湯城吉信共著 明治書院、2011年

## 翻訳
- 『香港』クリストファー・ニュー 斎藤兆史共訳、平凡社 1993年
- 『マッテオ・リッチ 記憶の宮殿』 ジョナサン・スペンス 平凡社 1995年
- 『袁枚 十八世紀中国の詩人』 アーサー・ウェイリー 加島祥造共訳、平凡社東洋文庫 1999年